# سقيفة (القفر)

تعديل مصدري - تعديل

سقيفة محلة تابعة لقرية النكاع، التابعة لعزلة بني عمر السافل بمديرية القفر إحدى مديريات محافظة إب في الجمهورية اليمنية، بلغ تعداد سكانها 65 حسب تعداد اليمن لعام 2004.